# Savonlinna
Savonlinna (in svedese Nyslott; in russo Нейшлот?, Nejšlot) è una città e comune di 32085 abitanti della Finlandia sud-orientale, nella regione del Savo Meridionale. Si affaccia sul lago Saimaa, il più grande del paese, e dal 2009 comprende l'ex comune di Savonranta.

## Origini del nome
Il toponimo è una parola composta da "Savon", in riferimento alla regione del Savo, e "linna", parola finlandese traducibile come "castello", con il significato di "Castello del Savo" in riferimento all'Olavinlinna attorno al quale si sviluppò il centro urbano.

## Storia

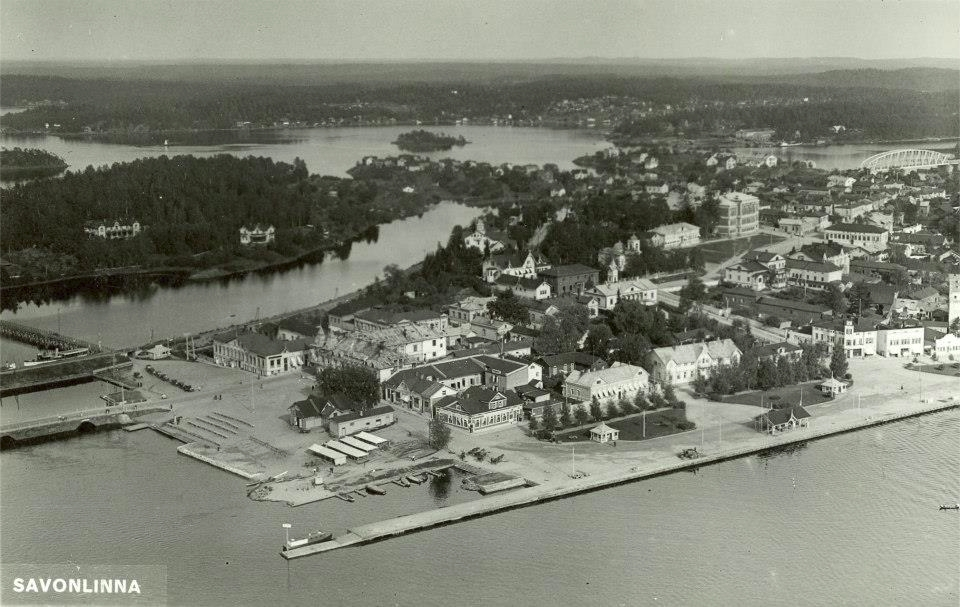
Vista aerea di Savonlinna nel 1934

La città fu fondata intorno al 1475 con la costruzione del castello Olavinlinna sulle sponde del fiume Kyrönsalmi. Inizialmente, trattandosi semplicemente di un borgo nato attorno al castello, la si chiamò semplicemente Savolax Nystad o Nyslotts. Fu elevata al titolo di comune nel 1639 per volontà del conte Per Brahe il Giovane, anche se il documento è andato perduto, ma l'avventura comunale terminò nel 1683.
Durante la grande guerra del nord, tra il 1714 e il 1721 Savonlinna passò al Regno russo venendo poi conquistata dall'Impero svedese dopo che i russi la abbandonarono nell'autunno del 1721.

## Monumenti e luoghi d'interesse

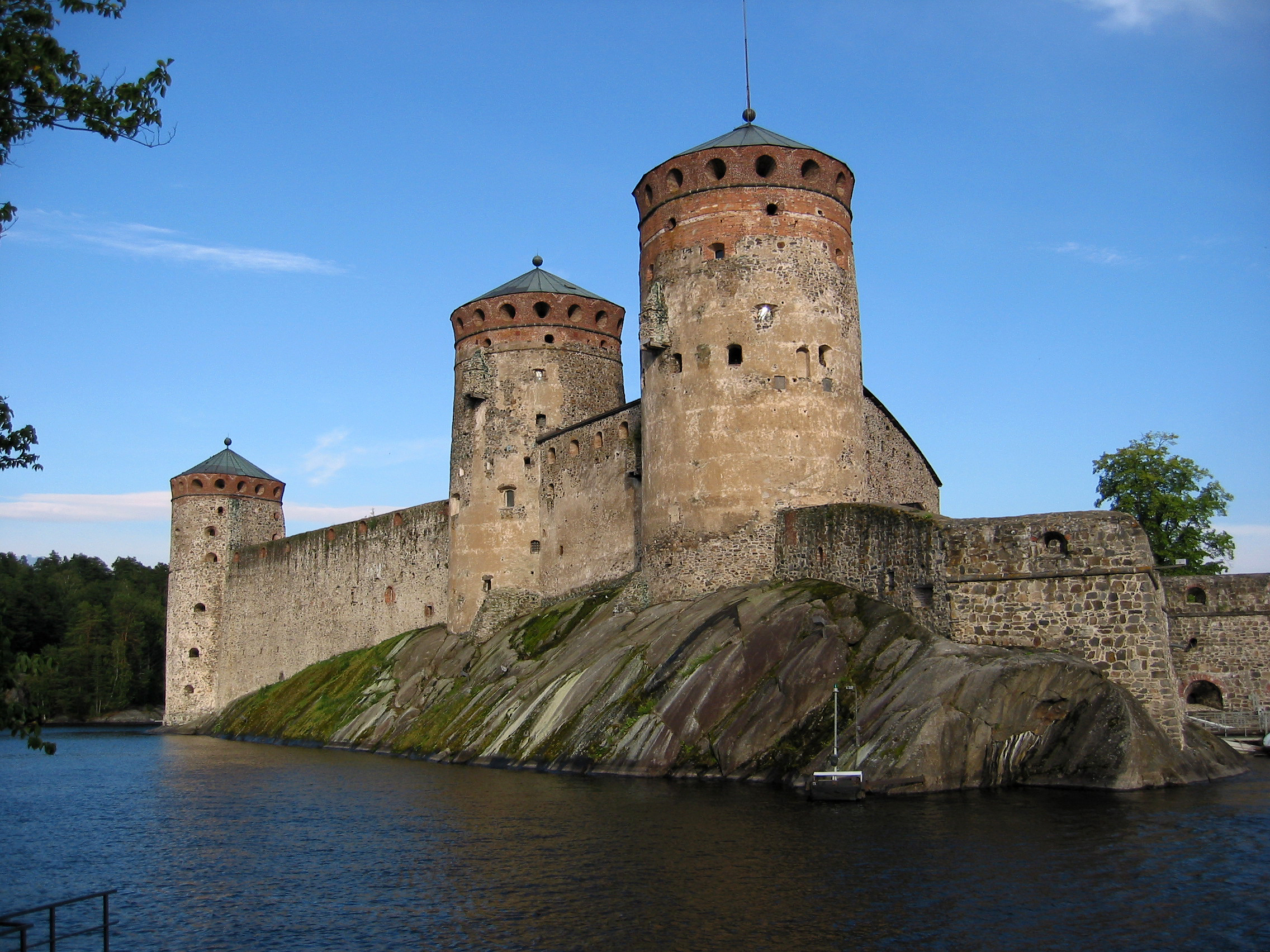
L'Olavinlinna

### Architetture civili
- Rauhalinna

### Architetture militari
- Olavinlinna